# Ficinia indica
Ficinia indica är en halvgräsart som först beskrevs av Jean-Baptiste de Lamarck, och fick sitt nu gällande namn av Hans Heinrich Pfeiffer. Ficinia indica ingår i släktet Ficinia och familjen halvgräs. Inga underarter finns listade i Catalogue of Life.